# Jelly Splash
Jelly Splash es un videojuego de rompecabezas tipo tres en raya desarrollado por Wooga en el año 2013 para iPad e iPhone y más tarde para Facebook y Android, así como para KakaoTalk.

## Gameplay
Jelly Splash implica conectar líneas de jaleas para acumular tantos puntos como el nivel requiera. Hay cinco colores: amarillo, rojo, azul, verde y malva. Es una imitación de Candy Crush. Las jaleas pueden ser enlazadas horizontalmente, verticalmente o diagonalmente, y las bonificaciones especiales están premiadas por conectar líneas más largas. En vez de un tiempo máximo, hay un límite de movimientos para cada nivel. Hay un total de 200 niveles disponibles en iOS versión.
En el inicio cada jugador empieza con un tablero de coloridas y simpáticas gelatinas que pueden ser conectadas para crear filas del mismo color. Muchos de los niveles incluyen obstáculos en forma de lodo o setas que tienen que ser sacados para completar el nivel. Si se enlazan siete o más jaleas se crea un superjelly que más tarde puede borrar líneas enteras verticales u horizontales en el tablero.
El creador de Jelly Splash, Florian Steinhoff, dio algunas ideas del gameplay y la mecánica del juego en el GDC 2014.
Los desarrolladores del juego han dicho «...es de hecho poco más sofisticado que una tragaperras de Las Vegas» citando este aspecto como parte del éxito del juego

## Pago
Jelly Splash incluye microtransacciones, que varían de $1.99 a $99.  Los jugadores pueden comprar monedas para canjear por impulsos, más movimientos o vidas extras.  Alternativamente, las vidas se recuperan con el tiempo, o pueden ser pedidas a amigos de Facebook.

## Popularidad
Jelly Splash recibió un 1 millón de descargas en iOS plataformas en su primera semana. Logró el número 1 en varios países, incluyendo los Estados Unidos. Después de ocho semanas el juego tuvo 10 millones de descargas en iOS.

## Recepción
Metacritic le da una puntuación de 63/100.  En diciembre de 2013, Jelly Splash estuvo votado como uno de los Mejores Nuevos Juegos de Facebook.